# 2015年航空
此條目列出2015年發生有關航空運輸的事件。

## 事件

### 1月
- 1月18日：發生2015年敘利亞空軍安-26運輸機墜毀事故，導致機上35人全部罹難。

### 2月
- 2月4日：發生復興航空235號班機空難，導致機上43人死亡15人受傷。此事連同前一年的復興航空222號班機空難，一同促進復興航空解散。
- 2月5日：廣東省惠州市惠州平潭機場恢復使用。廣州市廣州白雲國際機場第三條跑道啟用。

### 3月
- 3月5日：發生達美航空1086號班機事故，導致機上28人受傷。
- 3月9日：發生卡斯特利鎮直升機空難，導致兩架直升機上10人全部罹難。
- 3月24日：發生德國之翼航空9525號班機空難，導致機上150人全部罹難。
- 3月28日：上海市上海浦東國際機場第四條跑道啟用。
- 3月29日：發生加拿大航空624號班機事故，導致23人受傷。

### 4月
- 4月14日：發生韓亞航空162號班機事故，導致27人受傷，1人受重傷。
- 4月25日：發生土耳其航空1878號班機事故，沒有人受傷。

### 5月
- 5月8日：發生2015年巴基斯坦陸軍Mi-17直昇機空難，導致8人罹難，
- 5月9日：發生2015年西維爾空中巴士A400M空難，導致機上4人死亡兩人受傷。
- 5月28日：山東省煙台市煙台蓬萊國際機場啟用。
- 5月30日：阿速坡國際機場啟用。

### 6月
- 6月26日：青海省海西蒙古族藏族自治州海西花土溝機場啟用。
- 6月30日：發生2015年印尼軍機空難，導致機上121人全部罹難，地面也有22人死亡。

### 7月
- 7月5日：發生2015年蒙克斯科納空中撞機事故，導致兩人死亡。
- 7月26日：發生深圳航空9648號班機縱火事件，導致2人受傷。
- 7月30日：江蘇省南京市南京大校場機場關閉，所有空軍轉移至六合馬鞍機場。

### 8月
- 8月1日：新疆維吾爾自治區阿勒泰地區富蘊可可托海機場啟用。
- 8月16日：發生特里加納航空267號班機空難，導致機上54人全部罹難。

### 9月
- 9月5日：發生木棉洲際航空71號班機空難，導致7人死亡。
- 9月8日：發生英國航空2276號班機事故，導致機上14人受傷。
- 9月15日：卡斯特利翁-橙花海岸機場開始有商業航班使用。

### 10月
- 10月2日：發生印尼航星航空7503號班機空難，導致機上10人全部罹難。
- 10月12日：雲南省麗江市寧蒗瀘沽湖機場啟用。
- 10月29日：發生動力航空405號班機事故，導致機上22人受傷。
- 10月31日：發生科加雷姆航空9268號班機空難，導致機上224人全部罹難。

### 11月
- 11月24日：發生2015年土耳其擊落俄羅斯戰鬥機事件，導致機上兩人死亡。

### 12月
- 12月10日：遼寧省錦州市錦州錦州灣機場啟用，錦州小嶺子機場隨即關閉。
- 12月22日：山東省日照市日照山字河機場啟用。
- 12月25日：山西省忻州市忻州五台山機場啟用。
- 12月28日：香港國際機場T1中場客運廊啟用。